# Défense de la poste centrale polonaise de Dantzig
 (janvier 2025).
Seconde Guerre mondiale
Batailles
Campagne de Pologne :
- Ultimatum allemand
- Ordre de bataille
- Opération Himmler
- Plan Pékin
- Plan Worek
- Baie de Dantzig
- Défense de la poste centrale de Dantzig
- Westerplatte
- Grudziądz
- Mokra
- Węgierska Górka
- Krojanty
- Forêt de Tuchola
- Borowa Góra
- Wizna
- La Bzura
- Hel
- Jarosław
- Brest-Litovsk
- Tête de pont roumaine
- Invasion soviétique
- Lwów
- Modlin
- Tomaszów Lubelski
- Grodno
- Krasnobród
- Wilno
- Varsovie
- Szack
- Wytyczno
- Kock

La défense du bâtiment de la poste polonaise de Dantzig (Gdańsk) est l'un des premiers affrontements armés lors de l’invasion allemande de la Pologne qui a déclenché la Seconde Guerre mondiale.
Le 1er septembre 1939 à 4 h 15 du matin, les troupes SS, des formations de SA et la police allemande de la ville de Dantzig ont attaqué le bâtiment principal de la Poste polonaise. Les postiers polonais l'ont défendu durant près de 15 heures et ils ne sont rendus que lorsque les Allemands ont pompé de l’essence dans le sous-sol du bâtiment et l'ont allumée aux lance-flammes. Tous les trente-huit postiers qui se sont alors constitués prisonniers furent condamnés par une cour martiale du général Friedrich Eberhardt puis exécutés le 5 octobre 1939.

## La poste polonaise à Dantzig

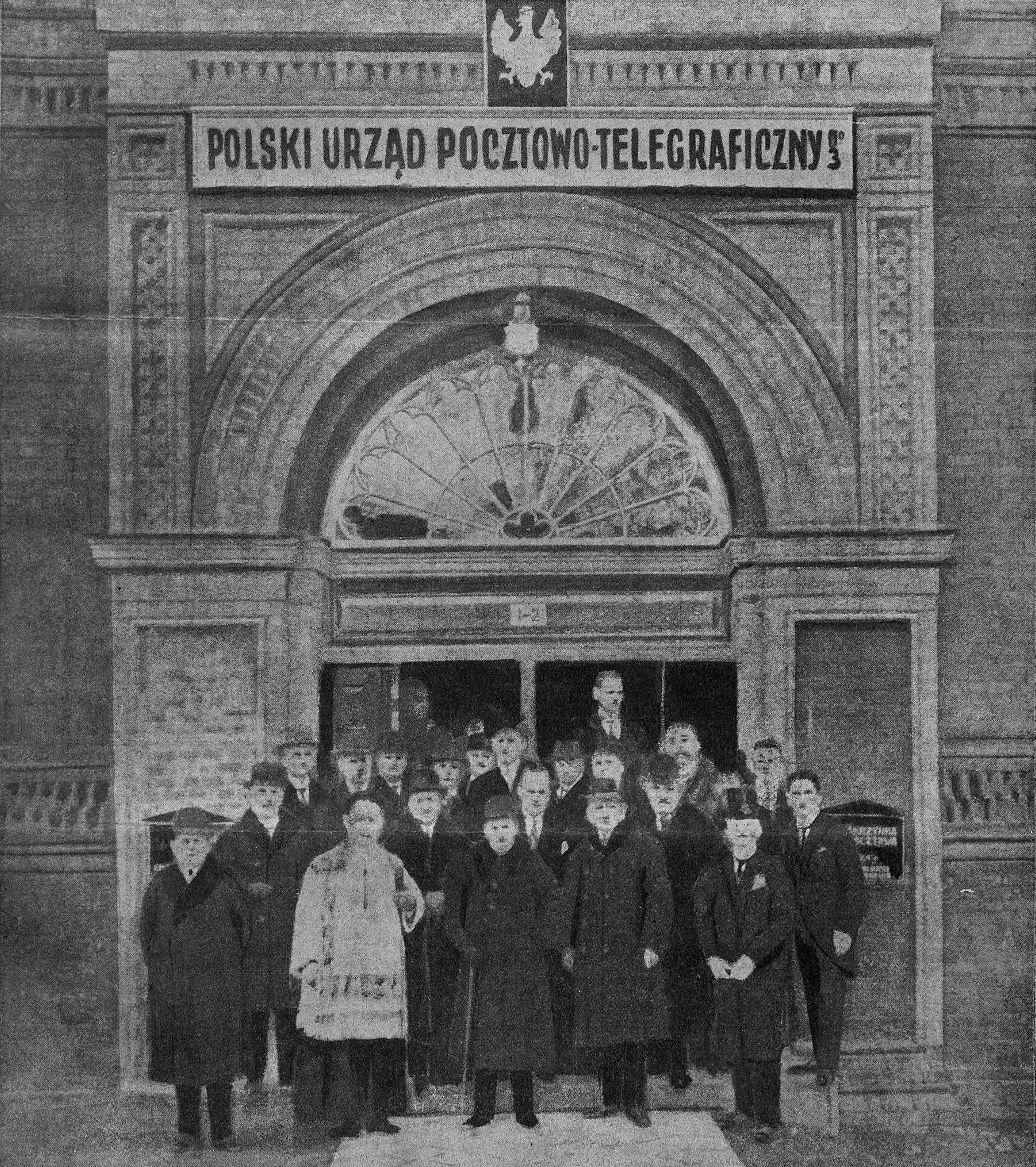
Inauguration du bâtiment de bureau de poste et de télégraphe polonais en 1925

La poste polonaise de la ville libre de Dantzig est créée en 1920 en vertu des décisions du traité de Versailles qui accorde à la Pologne le contrôle d'un certain nombre de secteurs économiques (port, douane, communications ferroviaires extérieures, une administration de poste et des télégraphes). Ses locaux ont le statut de propriété extraterritoriale polonaise. La poste polonaise comprend alors plusieurs bâtiments. En 1930, le bâtiment Gdańsk 1 situé Hevelius Platz dans la vieille ville devient la poste centrale, munie d’une ligne téléphonique directe avec la Pologne. En 1939, elle emploie près de 100 personnes. Quelques employés appartiennent à une organisation d’autodéfense dirigée par Alfonse Flisykowski, alors que la majorité des postiers sont membres de l'organisation paramilitaire Związek Strzelecki (Union des sociétés de tir). Selon le témoignage d’Edmond Charaszkiewicz, la poste polonaise est également un maillon important des services secrets polonais. Comme la tension entre la Pologne et l’Allemagne grandissait, le haut commandement polonais de l'Armée polonaise détache en avril 1939 le sous-lieutenant Konrad Guderski à Gdańsk. Il remplace Alfonse Flisykowski à la tête de la cellule d'autodéfense et forme le personnel en cas d’éventuelles hostilités. En plus de l’entraînement des hommes, il prépare la défense du bâtiment : on arrache des arbres entourant le bâtiment et sécurise l’entrée. Mi-août, dix employés supplémentaires, pour la plupart officiers de réserve, sont dépêchés à Gdańsk des bureaux de poste de Gdynia et Bydgoszcz.
Le 1er septembre, il y a 57 personnes dans le bâtiment : Konrad Guderski, 42 employés locaux, 10 employés des postes de Gdynia et Bydgoszcz, et le concierge, sa femme et leur fille de 10 ans, Erwina Barzychowska. Ils sont armés de différentes armes à feu dont des mitraillettes légères et des grenades à main. Le plan de défense polonais prévoit que les défenseurs résistent 6 heures aux Allemands, le temps d’arrivée du soutien de l’Armée Poméranie. Le plan d’attaque allemand, décidé en juillet 1939, consiste à prendre le bâtiment en tenaille, en l'attaquant depuis deux directions. Une attaque de diversion sera lancée en direction de l’entrée pendant que le gros des troupes attaqueront par le côté à travers les murs du bâtiment mitoyen.

## La défense de la Poste
À 4 h 0, les Allemands coupent le téléphone et l'électricité. À 4 h 15, alors que le navire de guerre allemand SMS Schleswig-Holstein commence à bombarder l’avant-poste de l’armée polonaise à Westerplatte, les forces allemandes donnent l'assaut sur le bâtiment de la poste. Les unités allemandes de SS, SA et de police sont soutenues par trois véhicules lourds blindés. L’attaque est commandée par le colonel de la police allemande Willi Bethke.
La première attaque allemande est repoussée bien que les Allemands réussissent à pénétrer brièvement dans le bâtiment. La seconde attaque, latérale, est aussi repoussée. Le commandant de la défense polonaise, Konrad Guderski, meurt durant cette attaque, par le souffle de sa propre grenade qui empêche les Allemands de passer à travers le mur.
À 11 h 0, les unités allemandes reçoivent le soutien d’éléments de la Wehrmacht munis de deux canons de 75 mm. Mais cette nouvelle attaque soutenue par ces pièces d’artillerie est également repoussée. À 15 h 0, les Allemands annoncent un cessez-le-feu de 2 heures et demandent la reddition des Polonais, qui refusent. Dans le même temps, les Allemands reçoivent le renfort d’une pièce d’artillerie de 105 mm et d’une unité de sapeurs qui perce les murs et prépare une charge explosive de 600 kg. À 17 h 0, la bombe explose, faisant s’effondrer une partie du mur. Les Allemands, couverts par trois pièces d’artillerie, attaquent de nouveau et s’emparent de la majeure partie du bâtiment, à l’exception des sous sols où se sont retranchés les défenseurs.

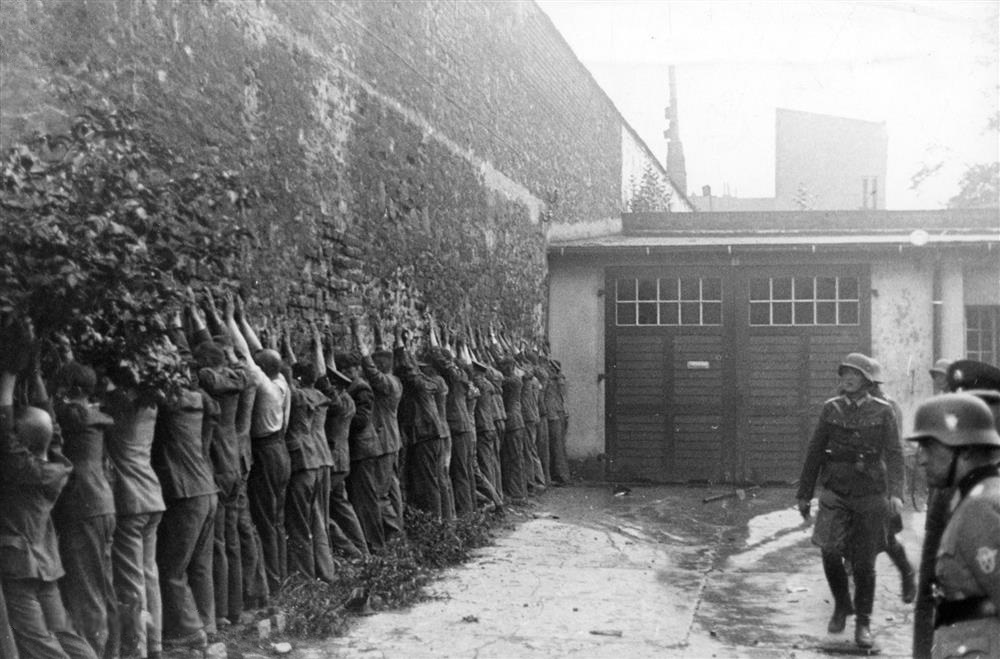
Les postiers polonais après la capitulation

À 18 h 0, les Allemands amènent de l’essence et des lance-flammes qu’ils utilisent pour mettre le feu aux sous-sols. Après la mort de cinq défenseurs brûlés vifs, les Polonais décident de se rendre. Arborant un drapeau blanc, le directeur de la poste Jan Michoń sort le premier et il est immédiatement abattu par les Allemands. Le commandant Józef Wasik, qui le suit de près, est mort brûlé vif au lance-flammes. Six postiers réussissent à s’enfuir, mais deux d’entre eux sont capturés quelques jours plus tard. Les autres sont emprisonnés. En tout, huit Polonais sont tués pendant les combats, six décèdent plus tard à l'hôpital à la suite de leurs brûlures.

## La cour martiale et l'exécution des postiers

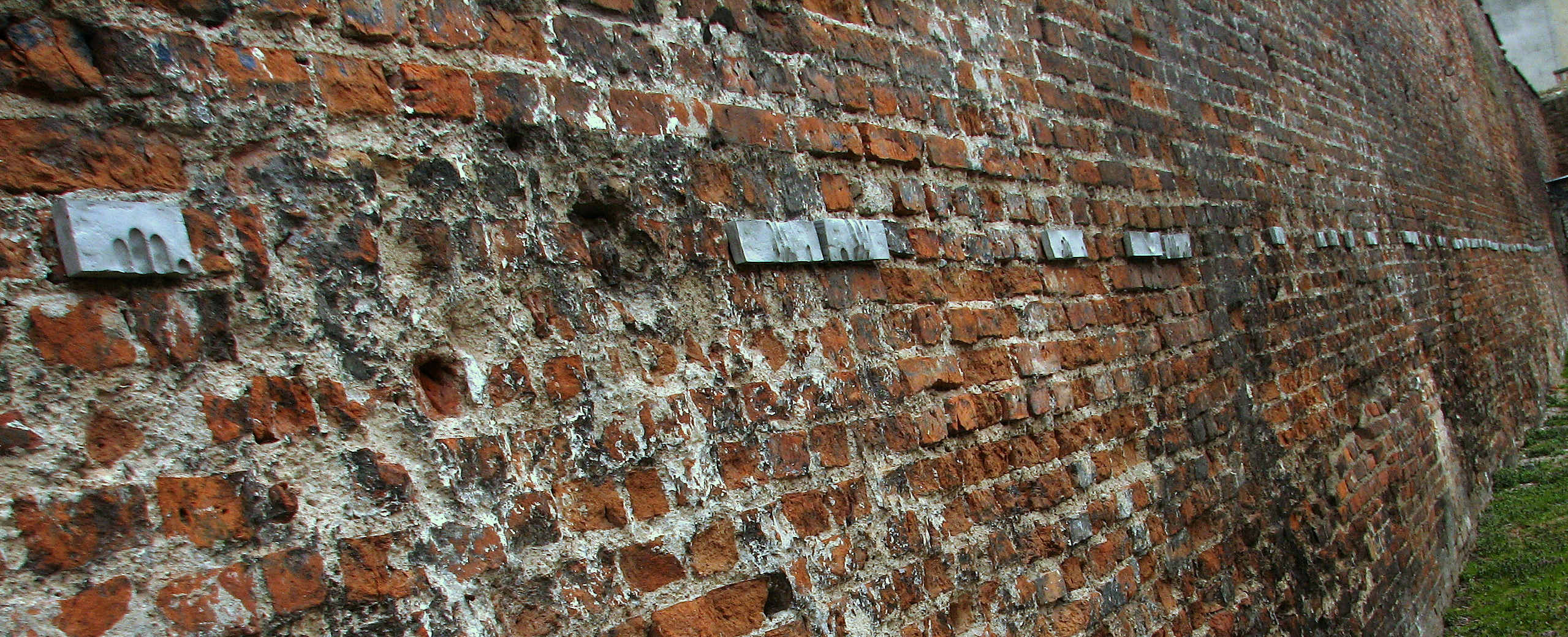
Les empreintes de doigts (symboliques) à l'endroit même où les SS ont exécuté les postiers polonais le 5 octobre 1939, à Zaspa (Gdańsk), aujourd'hui le cimetière des victimes de l'hitlérisme

Seize prisonniers blessés et brûlés sont envoyés à l’hôpital de la Gestapo, où six meurent (dont la fillette Erwina Barzychowska). Les 28 autres sont emprisonnés tout d’abord dans les locaux de la police, puis à la Victoriaschule, où ils sont interrogés et torturés. Tous les prisonniers passent ensuite devant une cour martiale de Friedrich Eberhardt, le général de la brigade de la 3e Armée Georg von Küchler. D'abord, le 8 septembre 1939, les 28 prisonniers de la Victoriaschule, puis les 10 qui sortirent de l’hôpital le 30 septembre. Ils ne bénéficient d'aucune aide d'avocat et ils sont tous condamnés à mort, selon la loi pénale militaire allemande de 1938.
La condamnation est demandée par le procureur Hans Giesecke, prononcée par le juge Kurt Bode et signée par le général Walther von Brauchitsch, le tout expédié en à peine quelques heures.
Le 5 octobre 1939, les prisonniers sont exécutés par un peloton d’exécution dirigé par le SS-Sturmbannführer Max Pauly, le dirigeant du camp de concentration du Stutthof.
C'est seulement en 1995 que la cour de Lübeck invalide le jugement de 1939 et réhabilite les postiers polonais, en précisant que la décision était contraire à la convention de La Haye.
Les recherches et le livre de Dieter Schenk (en), un ancien haut fonctionnaire de police du Bundeskriminalamt et membre d'Amnesty International, intitulé Die Post von Danzig: Geschichte eines deutschen Justizmords (La Poste à Danzig ou l'histoire d'un meurtre judiciaire allemand) publié en 1993 a largement contribué à la reconnaissance de ce crime en Allemagne. Cependant, Giesecke et Bode n'ont jamais été jugés responsables de cet acte et ils ont continué leur carrière d’avocat jusqu'à la retraite.

## Postérité

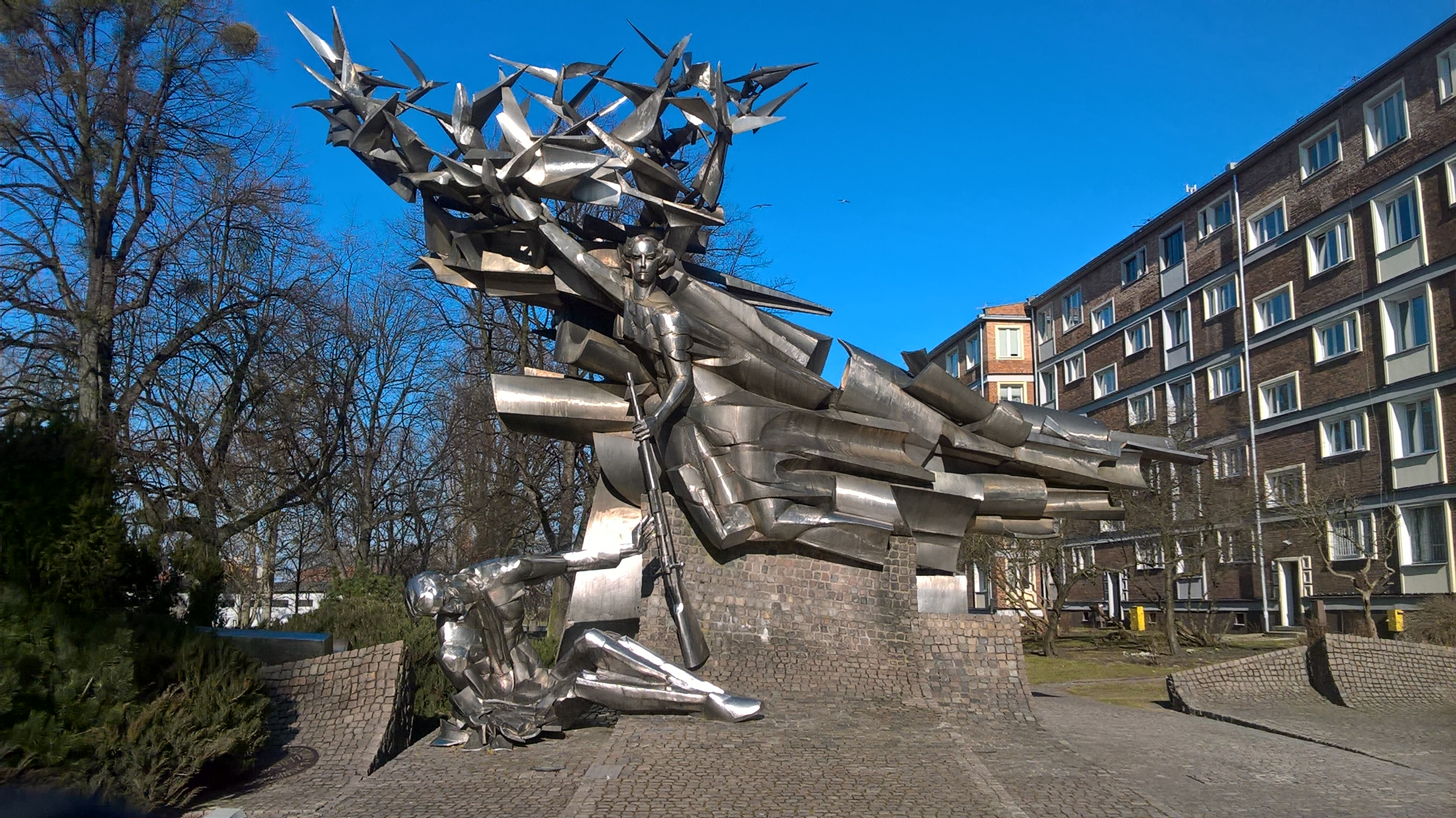
Monument aux Défenseurs de la Poste Polonaise

En 1966, le Monument rendant hommage aux défenseurs de la poste polonais a été érigé à Gdańsk. Conçu par Wincenty Kućma, il représente un postier polonais mourant à qui Niké remet, un peu trop tard, un fusil.
Le Musée de la Poste polonaise inauguré en 1979 à Gdańsk, retrace l'histoire de la communauté polonaise de la ville entre 1920 et 1939, le point culminant de ce récit est l'attaque allemande du 1er septembre 1939.
Cet épisode de l'Histoire est évoqué, à travers le personnage d'Oscar Matzerath, dans le roman Le Tambour de Günter Grass et dans l'adaptation cinématographique de Volker Schlöndorff.

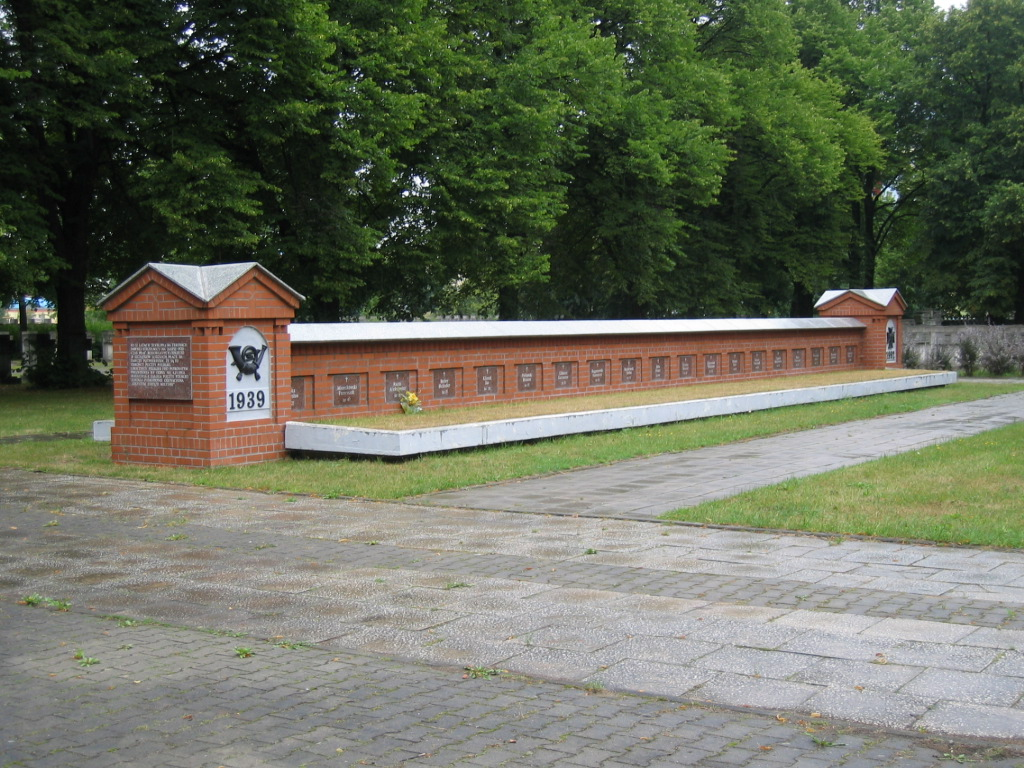
Le tombeau des postiers, Cimetière des victimes de l'hitlérisme à Zaspa (Gdańsk)